# Ebanite

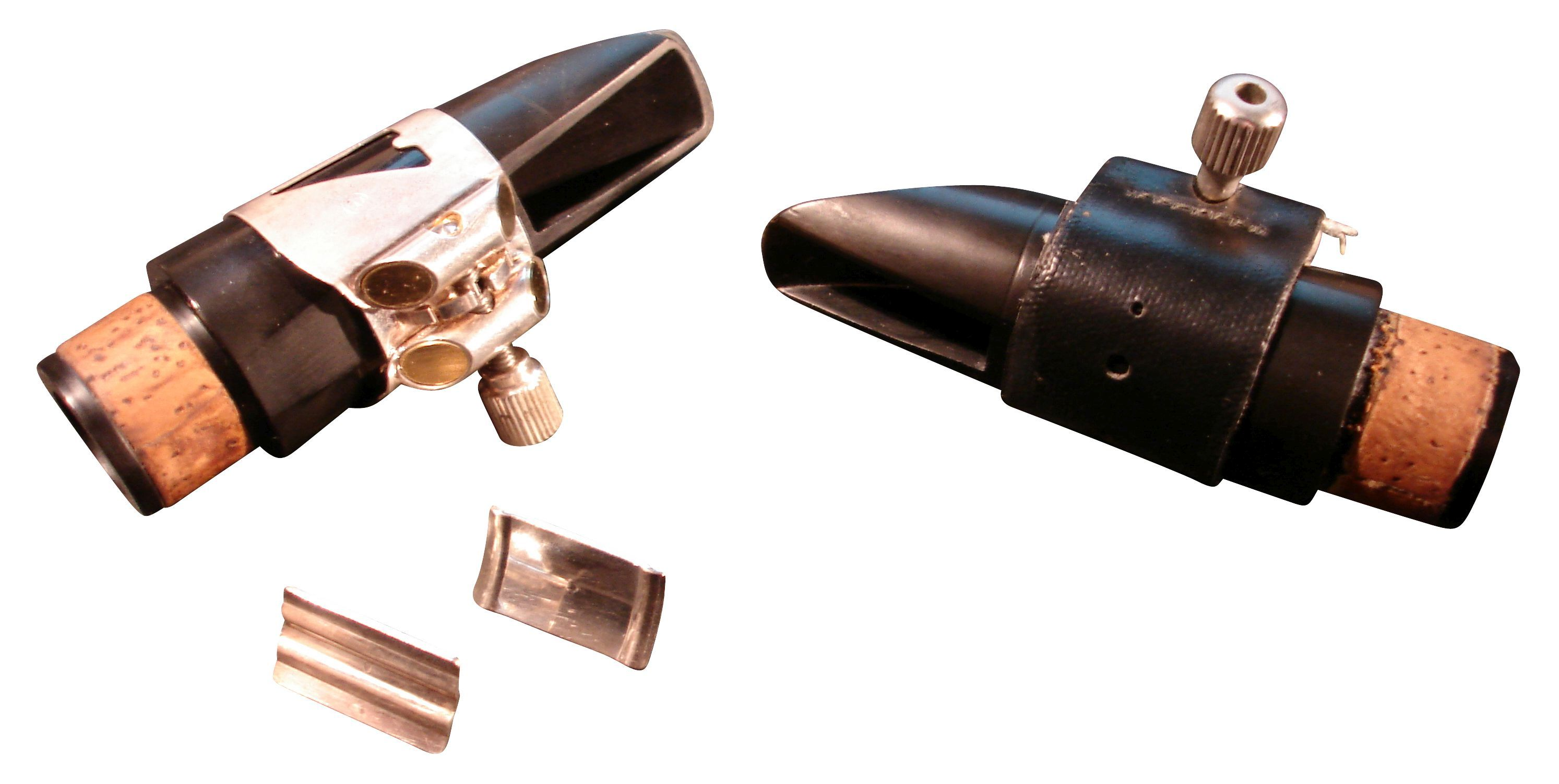
Due imboccature per clarinetto prodotte da Selmer

L'ebanite è una sostanza ottenuta da O.Meyer e Thomas Hancock nel 1843: utilizzata in séguito come sostituto dell'ebano e come isolante elettrico.

## Sistemi di produzione
L'ebanite viene ricavata per vulcanizzazione prolungata da una miscela di gomma naturale (poliisoprene), in eccesso di zolfo (25-50%) e con aggiunta di sostanze minerali ed organiche per variarne la consistenza finale (è infatti nota anche con il nome di hard rubber, in inglese gomma dura).
Il processo produttivo ha una durata di diverse ore ad una temperatura che si aggira attorno ai 150 °C. Utilizzando sostanze acceleranti e temperature più elevate, è possibile ridurre i tempi di produzione fino a poche decine di minuti.
Un prodotto simile a quello dell'ebanite si può ottenere dalle gomme sintetiche a base di nitrile o dai copolimeri butadiene-stirene.

## Proprietà fisiche
L'ebanite è un materiale duro e fragile. Resistente alle sostanze acide, ha la proprietà di ammorbidirsi se surriscaldata.
È facilmente lavorabile e lucidabile.

## Campi di applicazione

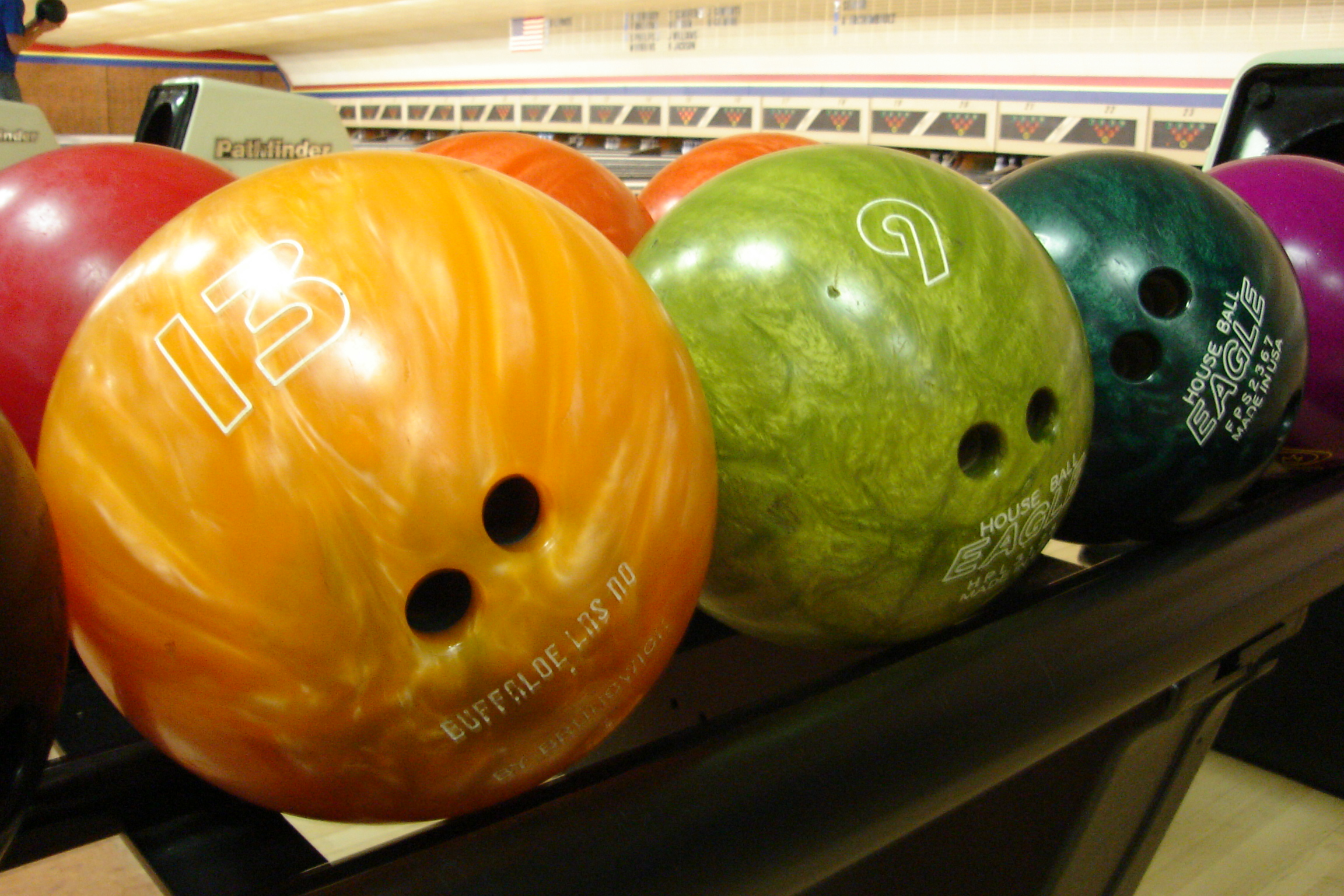
Palle da bowling in ebanite

Nell'industria chimica l'ebanite è stata ampiamente utilizzata per la fabbricazione di dischi fonografici a 78 giri, tubi, recipienti, rubinetti e per il rivestimento di parti meccaniche sottoposte a corrosione. Oggi è stata sostituita, quasi completamente in questi usi, dalla materia plastica.
L'ebanite è inoltre utilizzata per fabbricare parti di strumenti musicali (ad esempio il clarinetto e il flauto traverso), bocchini per pipa, bocchini per sax, palle da bowling e penne stilografiche. 
La base del cucchiaio di Casagrande è in ebanite.